# August Kühles

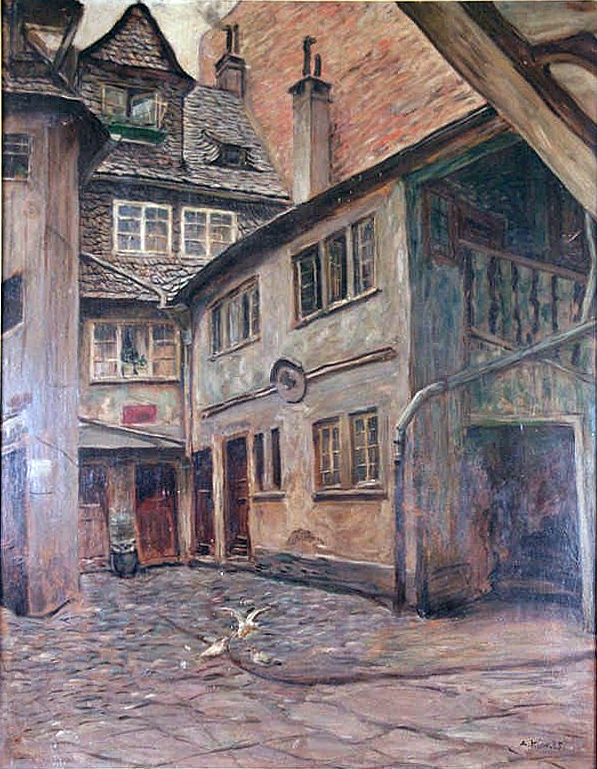
Altstadtgasse

August Kühles (* 8. August 1859 in Würzburg; † 14. Dezember 1926 in München) war ein deutscher Genre- und Architekturmaler.

## Leben
August Kühles verbrachte seine Kindheit in Bamberg. Er studierte an der Kunstakademie Düsseldorf bei Eduard von Gebhardt und ab dem 10. April 1877 an der Königlichen Akademie der Künste in München bei Wilhelm von Diez.
Nach dem Studium blieb er in München ansässig. Er beschickte von 1888 bis 1926 die Kunstausstellungen im Münchner Glaspalast.
August Kühles malte hauptsächlich Genreszenen und Ansichten alter Städte.